# Lac Châteauguay
Lac Châteauguay är en sjö i Kanada.   Den ligger i regionen Nord-du-Québec och provinsen Québec, i den östra delen av landet, 1 300 km norr om huvudstaden Ottawa. Lac Châteauguay ligger 335 meter över havet. Arean är 64 kvadratkilometer. Den sträcker sig 17,5 kilometer i nord-sydlig riktning, och 11,6 kilometer i öst-västlig riktning.
Omgivningarna runt Lac Châteauguay är i huvudsak ett öppet busklandskap. Trakten runt Lac Châteauguay är nära nog obefolkad, med mindre än två invånare per kvadratkilometer.